# Символизм

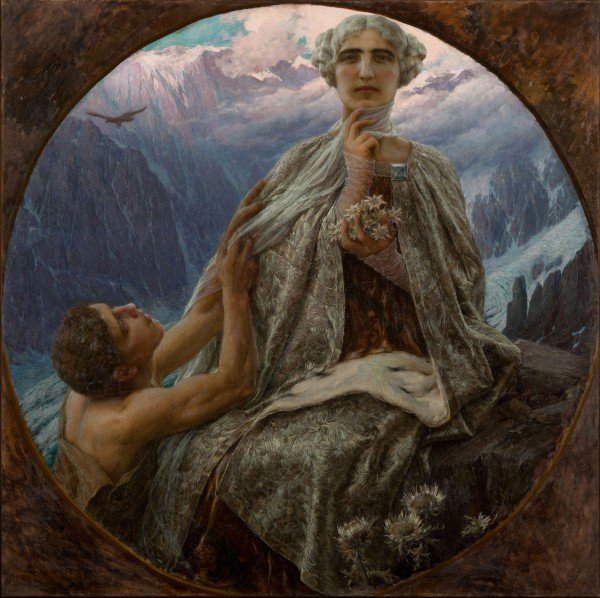
Вершина — Королева льда, 1912 год, работа художника-символиста Чезаре Саккаджи.

Символи́зм (фр. Symbolisme) — одно из крупнейших течений в искусстве (литературе, музыке и живописи), признаки которого - эксперименты, стремление к новому, использование символики, недосказанности, намёки, таинственные и загадочные образы. Символизм возник во Франции в 1870—1880-х годах и достиг наибольшего развития на рубеже XIX и XX веков, прежде всего в самой Франции, а также в Германии, Бельгии и России. Символисты радикально изменили не только содержание и формы в различных видах искусства, но и само отношение к смыслу художественного творчества.

Воображение, создающее аналогии или соответствия и передающее их образом, — вот формула символизма.
— Ренэ Гиль. Этюды о французских книгах. — Аполлон, № 6

## Терминология

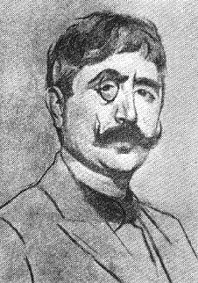
Жан Мореас

Термин «символизм» в искусстве впервые был введён в обращение французским поэтом Жаном Мореасом в одноимённом манифесте — «Le Symbolisme», опубликованном 18 сентября 1886 года в газете «Le Figaro». В частности, манифест провозглашал: 

Символическая поэзия — враг поучений, риторики, ложной чувствительности и объективных описаний; она стремится облечь Идею в чувственно постижимую форму, однако эта форма — не самоцель, она служит выражению Идеи, не выходя из-под её власти. С другой стороны, символическое искусство противится тому, чтобы Идея замыкалась в себе, отринув пышные одеяния, приготовленные для неё в мире явлений. Картины природы, человеческие деяния, все феномены нашей жизни значимы для искусства символов не сами по себе, а лишь как осязаемые отражения перво-Идей, указующие на своё тайное сродство с ними… Символистскому синтезу должен соответствовать особый, первозданно-широкоохватный стиль; отсюда непривычные словообразования, периоды то неуклюже-тяжеловесные, то пленительно-гибкие, многозначительные повторы, таинственные умолчания, неожиданная недоговорённость — всё дерзко и образно, а в результате — прекрасный французский язык — древний и новый одновременно — сочный, богатый и красочный…

К тому времени существовал другой, уже устойчивый термин «декадентство», которым пренебрежительно нарекали новые формы в поэзии их критики. Иннокентий Анненский указывал: 

В первый раз, как пишет Роберт де Суза, поэтов назвал декадентами Поль Бурд в газете «Le Temps» от 6 августа 1885 года. А спустя несколько дней Жан Мореас отпарировал ему в газете «Dix-neuvieme siecle», говоря, что если уж так необходима этикетка, то справедливее всего назвать новых стихотворцев символистами.

«Символизм» стал первой теоретической попыткой самих декадентов, поэтому никаких резких разграничений и тем более эстетической конфронтации между декадентством и символизмом не устанавливалось. В России в 1890-е годы, после первых русских декадентских сочинений, эти термины стали противопоставлять: в символизме видели идеалы и духовность и соответственно так его манифестировали, а в декадентстве — безволие, безнравственность и увлечение лишь внешней формой. Так, известна эпиграмма Владимира Соловьёва в отношении декадентов:

Мандрагоры имманентные

Зашуршали в камышах,

А шершаво-декадентные

Вирши — в вянущих ушах.

## Возникновение
Основные принципы эстетики символизма впервые появились в творчестве французских поэтов Шарля Бодлера, Поля Верлена, Артюра Рембо, Стефана Малларме и Лотреамона.
Явление символизма Лев Троцкий объясняет просто «желанием забыться, оказаться по ту сторону добра и зла».

## Эстетика

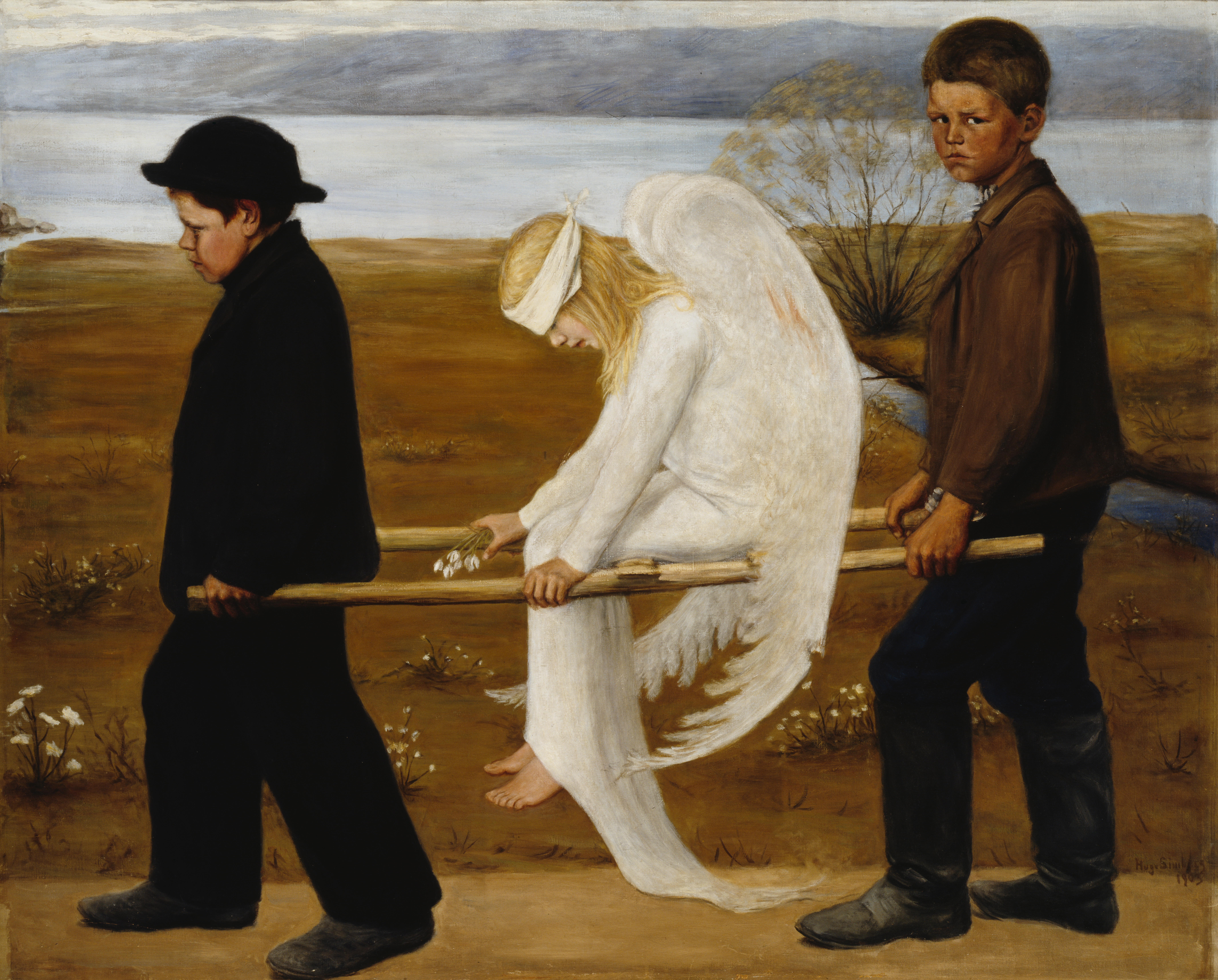
Хуго Симберг, Раненый ангел

В своих произведениях символисты старались отобразить жизнь каждой души — полную переживаний, неясных, смутных настроений, тонких чувств, мимолётных впечатлений. Поэты-символисты были новаторами поэтического стиха, наполнив его новыми, яркими и выразительными образами, и иногда, пытаясь добиться оригинальной формы, они уходили в считаемую критиками бессмысленной игру слов и звуков. Можно сказать, что символизм различает два мира: мир вещей и мир идей. Символ становится неким условным знаком, соединяющим эти миры в смысле, им порождаемом. В любом символе есть две стороны — означаемое и означающее. Вторая эта сторона повернута к ирреальному миру. Искусство — ключ к тайне.
Понятие и образ Тайны, таинственного, мистического проявляется как в романтизме, так и в символизме. Однако романтизм, как правило, исходит из того, что «познание мира есть познание самого себя, ибо человек — величайшая тайна, источник аналогий для Вселенной» (Новалис). Иное понимание мира у символистов: по их мнению, подлинное Бытие, «истинно-сущее» или Тайна — есть абсолютное, объективное начало, к которому принадлежат и Красота, и мировой Дух.
Вячеслав Иванов в своей работе «Заветы символизма» ёмко и по-символистски образно выразил художественные признаки и эстетические принципы собственно «символического» направления в искусстве (сказанное здесь о поэзии вполне применимо и к остальным видам искусства): 

Особенная интуиция и энергия слова, каковое непосредственно ощущается поэтом как надпись неизречённого, вбирает в свой звук многие неведомо откуда отозвавшиеся эхо и как бы отзвуки разных подземных ключей…

Удивительной магией символистичной образности проникнуты такие строки Константина Бальмонта, проливающие свет и на эстетические принципы символизма:

Зеркало в зеркало, сопоставь две зеркальности, и между ними поставь свечу. Две глубины без дна, расцвеченные пламенем свечи, самоуглубятся, взаимно углубят одна другую, обогатят пламя свечи и соединятся им в одно. Это образ стиха. Две строки напевно уходят в неопределенность и бесцельность, друг с другом несвязанные, но расцвеченные одною рифмой, и глянув друг в друга, само углубляются, связуются, и образуют одно, лучисто-певучее, целое. Этот закон триады, соединение двух через третье, есть основной закон нашей Вселенной. Глянув глубоко, направивши зеркало в зеркало, мы везде найдем поющую рифму. Мир есть все гласная музыка. Весь мир есть изваянный Стих. Правое и левое, верх и низ, высота и глубина, Небо вверху и Море внизу, Солнце днем и Луна ночью, звезды на небе и цветы на лугу, громовые тучи и громады гор, неоглядность равнины и беспредельность мысли, грозы в воздухе и бури в душе, оглушительный гром и чуть слышный ручей, жуткий колодец и глубокий взгляд, — весь мир есть соответствие, строй, лад, основанный на двойственности, то растекающейся на бесконечность голосов и красок, то сливающейся в один внутренний гимн души, в единичность отдельного гармонического созерцания, во всеобъемлющую симфонию одного Я, принявшего в себя безграничное разнообразие правого и левого, верха и низа, вышины и пропасти. Наши сутки распадаются на две половины, в них день и ночь. В нашем дне две яркие зари, утренняя и вечерняя, мы знаем в ночи двойственность сумерек, сгущающихся и разряжающихся, и, всегда опираясь в своём бытии на двойственность начала, смешанного с концом, от зари до зари мы уходим в чёткость, яркость, раздельность, ширь, в ощущение множественности жизни и различности отдельных частей мироздания, а от сумерек до сумерек, по чёрной бархатной дороге, усыпанной серебряными звёздами, мы идём и входим в великий храм безмолвия, в глубину созерцания, в сознание единого хора, всеединого Лада. В этом мире, играя в день и ночь, мы сливаем два в одно, мы всегда превращаем двойственность в единство, сцепляющее своею мыслью, творческим её прикосновением, несколько струн мы соединяем в один звучащий инструмент, два великие извечные пути расхождения мы сливаем в одно устремление, как два отдельные стиха, поцеловавшись в рифме, соединяются в одну неразрывную звучность…

В отличие от других направлений в искусстве, использующих элементы характерной для себя символики, символизм полагает выражение «недостижимых», иногда мистических, Идей, образов Вечности и Красоты целью и содержанием своего искусства, а символ, закреплённый в элементе художественной речи и в своём образе опирающийся на многозначное поэтическое слово, — основным, а иногда и единственно возможным художественным средством.

Самое яркое изменение, привнесённое символизмом, касается формы художественного воплощения его поэтики. В контексте символизма произведение любого вида искусства начинает играть именно поэтическими смыслами, поэзия становится формой мышления. Проза и драма начинают звучать поэзией, зрительные искусства рисуют её образы, с музыкой же связь поэзии становится просто всеобъемлющей. Поэтические образы-символы, как будто приподнимающиеся над реальностью, дающие поэтический ассоциативный ряд, воплощаются у поэтов-символистов в звукописной, музыкальной форме, причём звучание самого стихотворения имеет не меньшее, а то и большее значение для выражения смысла того или иного символа. Константин Бальмонт так описывает собственные ощущения от звуков, из которых затем складываются поэтические слова:

Я, Ю, Ё, И — суть заострённые, истончённые А, У, О, Ы. Я — явное, ясное, яркое. Я — это Ярь. Ю — вьющееся, как плющ и льющееся в струю. Ё — таящий лёгкий мёд, цветик-лён. И — извив рытвины Ы, рытвины непроходимой, ибо и выговорить Ы невозможно, без твёрдой помощи согласного звука. Смягчённые звуковести Я, Ю, Ё, И всегда имеют лик извившегося змия, или изломной линии струи, или яркой ящерки, или это ребёнок, котёнок, соколёнок, или это юркая рыбка вьюн…
Однако, помимо музыкально-поэтических (в широком смысле) принципов воплощения символистских образов, меняется и сама направленность искусства, его цели. Художник, играющий символами, несущими в себе некие тайны и поэтическую многозначность, своим талантом обнажает в этих образах некие вечные соответствия и взаимосвязи мира, отражающегося в нашем сознании, и этим проливает свет на те самые тайны и «идеи», которые, в конечном счёте, и ведут нас к Истине, к постижению Красоты. Строка Бальмонта «мгновенье красоты бездонно по значенью» замечательным образом обобщает как взгляд символистов на искусство, так и их художественные методы: символы призваны своими смыслами выразить некую трансцендентную красоту мироздания, они же заключают её и в форме своего воплощения.
Этот онтологизм символистской поэтики и установка на понимание Бытия как Целого проецируется и на уровень художественной стилистики. Метафора и символ в поэтике символизма оказываются не просто тропами, но способом семиотического моделирования пространства. Так, «соединение двух пространственных рядов в акте синтеза — на семантическом уровне предполагает метафорический перенос признаков одного ряда на другой. В связи с этим пространственные метафоры в поэзии символизма, близки к символам — они связывают разные сферы реальности через „метафорическую номинацию“».
Обобщая, можно сказать, что метод символизма предполагает воплощение основных идей произведения в многозначной и многоликой ассоциативной эстетике символов, то есть таких образов, значение которых постижимо через их непосредственное выражение единицей художественной (поэтической, музыкальной, живописной, драматической) речи, а также через её те или иные свойства (звукопись поэтического слова, цветовая гамма живописного образа, интервальные и ритмические особенности музыкального мотива, тембровые краски и т. д.). Основным содержанием символистичного произведения являются выраженные в образности символов вечные Идеи, то есть обобщённые представления о человеке и его жизни, высший Смысл, постигаемый лишь в символе, а также Красота, в нём воплощённая.

## Выразители символизма

### В литературе
Из приверженцев символизма в литературе наиболее известны:
- во Франции — Шарль Бодлер, Стефан Малларме, Жюль Лафорг, Анри де Ренье, Поль Валери, Поль Клодель, Поль Фор, Сен-Поль Ру, Поль Верлен, Артюр Рембо и Лотреамон;
- в Бельгии — Морис Метерлинк и Эмиль Верхарн;
- в Австрии и Германии — Райнер Мария Рильке и Гуго фон Гофмансталь;
- в Норвегии — Генрик Ибсен (в период позднего творчества);
- в России — Валерий Брюсов, Иннокентий Анненский, Александр Блок, Фёдор Сологуб, Андрей Белый, Константин Бальмонт, Вячеслав Иванов, Зинаида Гиппиус, Дмитрий Мережковский, Максимилиан Волошин, Алексей Ремизов, Михаил Кузмин, Александр Кондратьев и многие другие;
- на Украине — Леся Украинка, Николай Вороный, Василий Пачовский;
- в Армении — Егише Чаренц, Мисак Мецаренц, Ваан Терьян и Сиаманто;
- в США — Эдгар Аллан По.

### В театре
В театре: Всеволод Мейерхольд

### В изобразительном искусстве
Впервые заявили о себе русские живописцы-символисты в 1904 году в городе Саратове. Там прошла выставка объединения художников «Алая роза».
- В России — Виктор Борисов-Мусатов, Михаил Врубель, Николай Гущин, Микалоюс Чюрлёнис, «Алая роза», «Голубая роза».
- В Польше — Яцек Мальчевский[11], Владислав Подковиньский.
- В Англии — Обри Бердслей, Джордж Фредерик Уоттс, Фредерик Кейли Робинсон, Уильям Стотт.
- В Бельгии — Фернан Кнопф, Ксавье Меллери, Вильям дегув де Нункве, Жан Дельвиль.
- Во Франции — Гюстав Моро, Анри Фантен-Латур, Одилон Редон, Пюви де Шаванн, Эжен Каррьер, Эдгар Максенс, Элизабет Сонрель.
- В Германии — Карл Вильгельм Дифенбах.

### В архитектуре
В архитектуре представлены:
- символистские проекты 20-х годов Голосова И. А., Татлина В. Е. и др.,
- Химкинский речной вокзал (Северный речной вокзал), напоминающий корабль,
- Театр Красной армии (Театр Российской армии) с планом в виде пятиконечной звезды[12].

### В музыке
В музыке: 
- Александр Скрябин
- Владимир Ребиков
- Микалоюс Чюрлёнис
- Сирил Скотт
- Рихард Вагнер: четырех оперный цикл «Кольцо нибелунга», музыкальная драма «Парсифаль», опера «Тристан и Изольда»

## Галерея

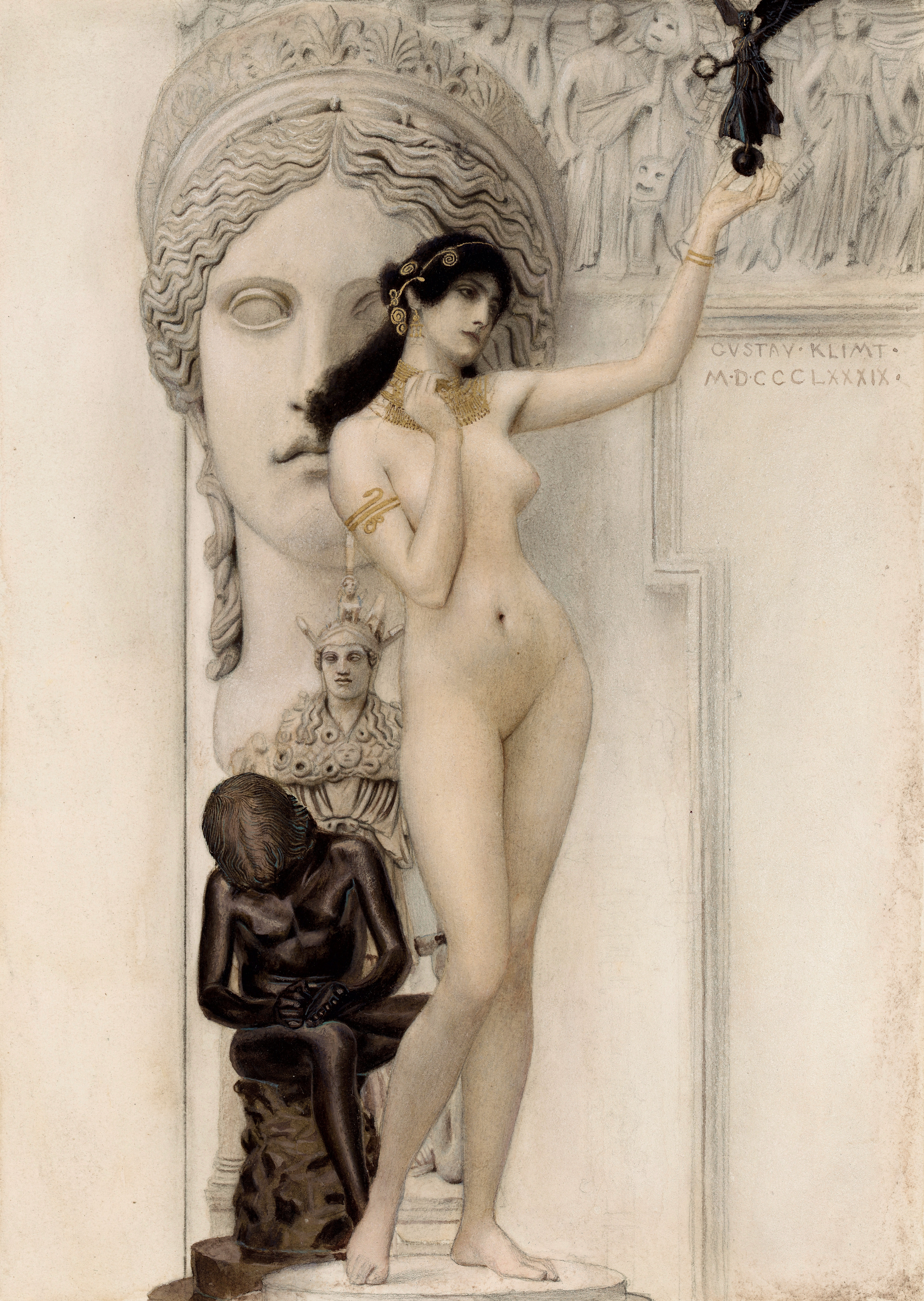
Густав Климт, Allegory of Skulptur, 1889
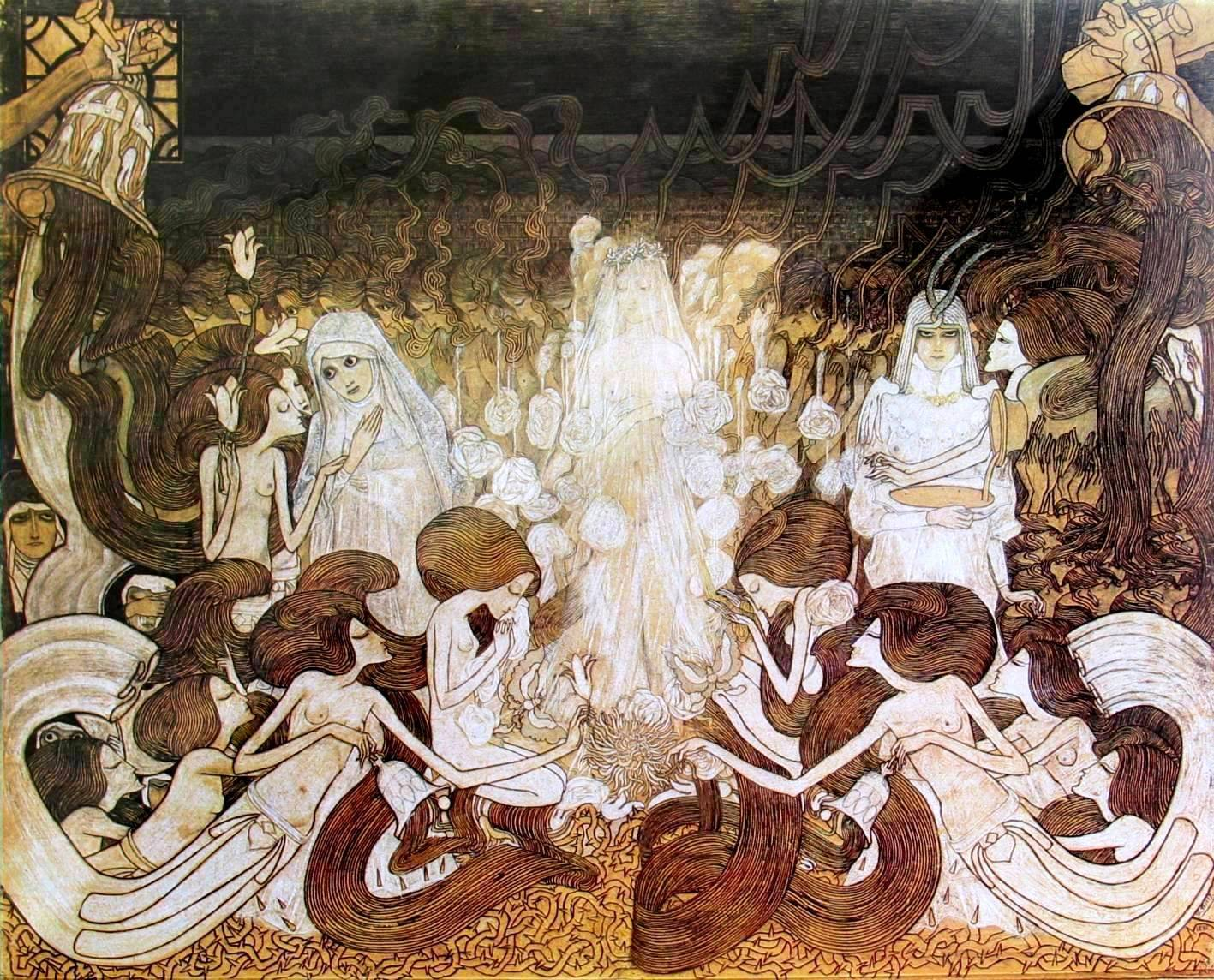
Ян Тороп, The Three Brides, 1893
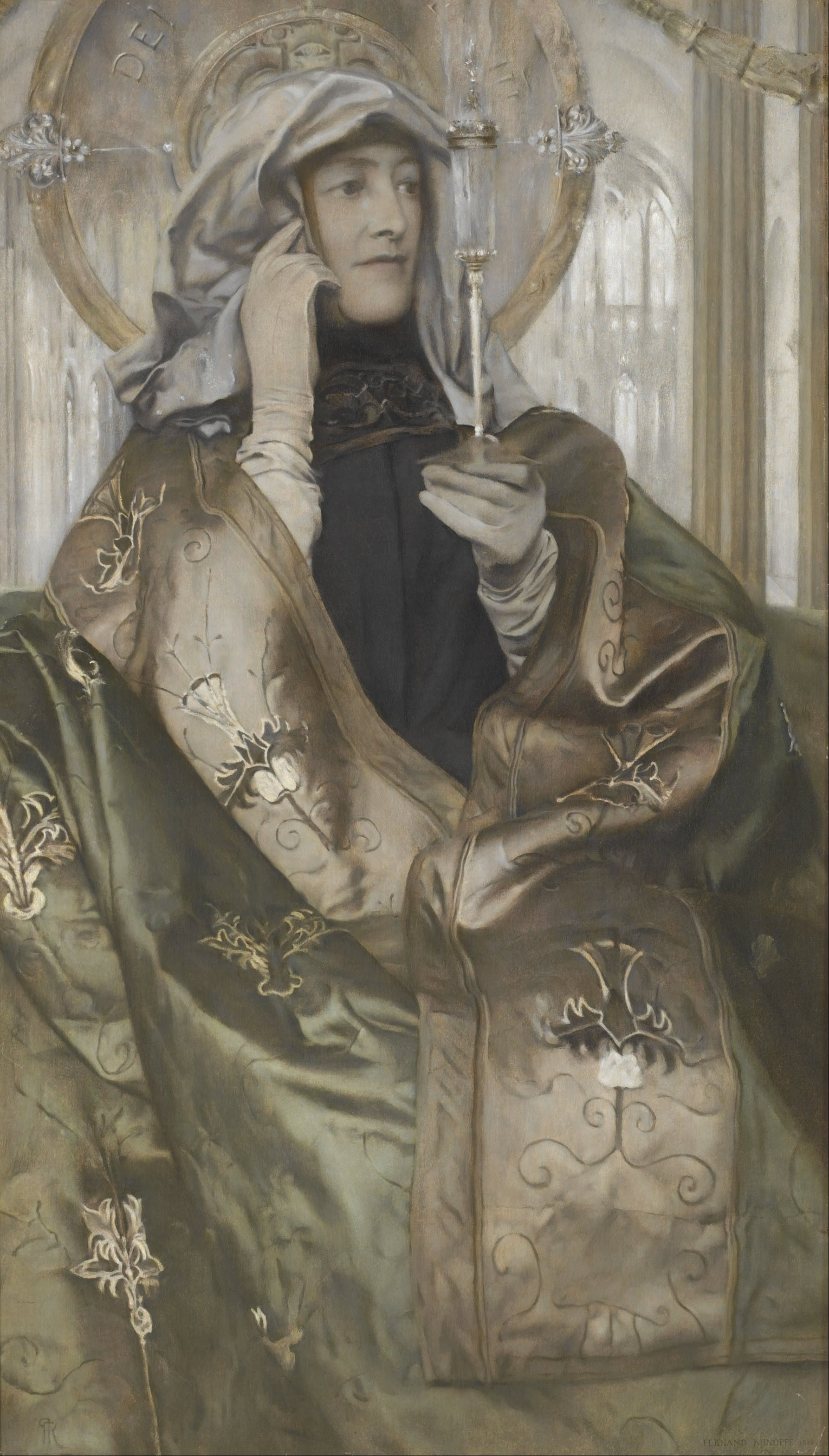
Фернан Кнопф, Incense, 1898
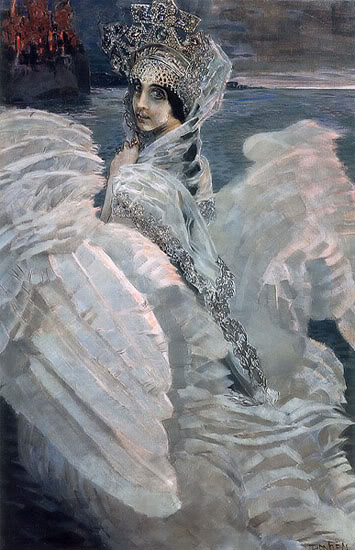
Михаил Врубель, Царевна-Лебедь, 1900
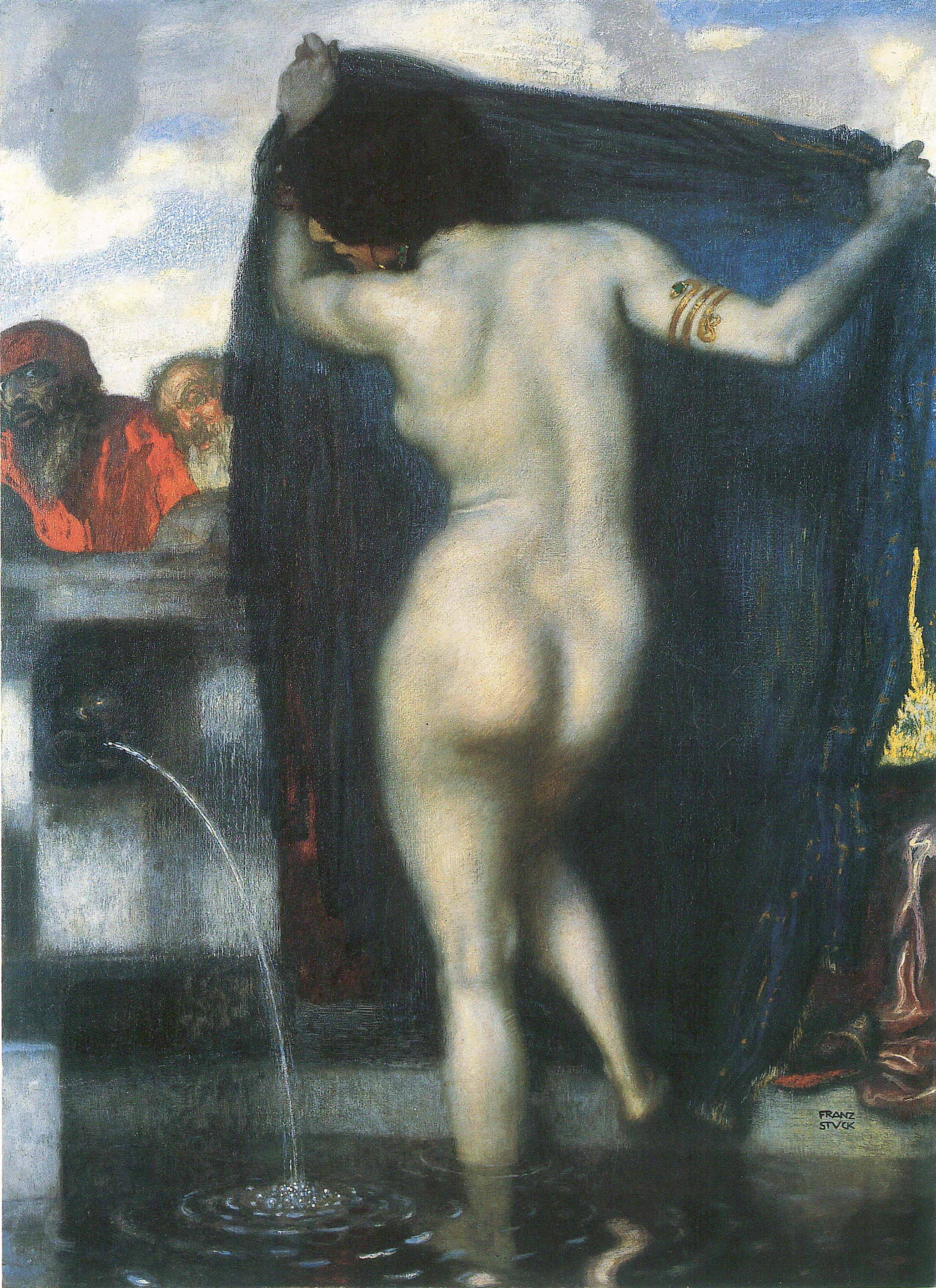
Франц фон Штук, Susanna und die beiden Alten, 1913
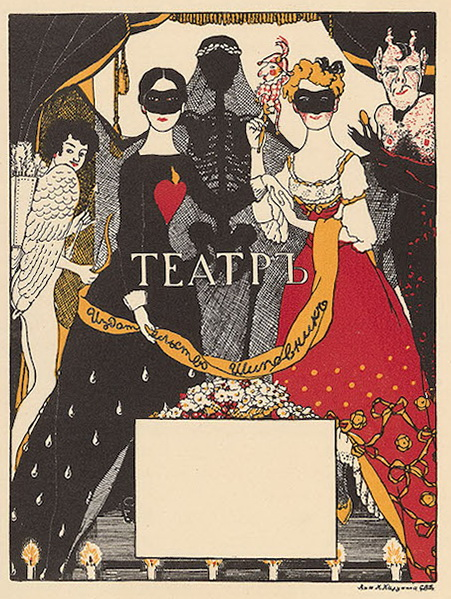
Обложка книги Александра Блока 1909 года «Театр». Константин Сомов — автор иллюстрации. Иллюстрация подчёркивает связь между символизмом и модерном.
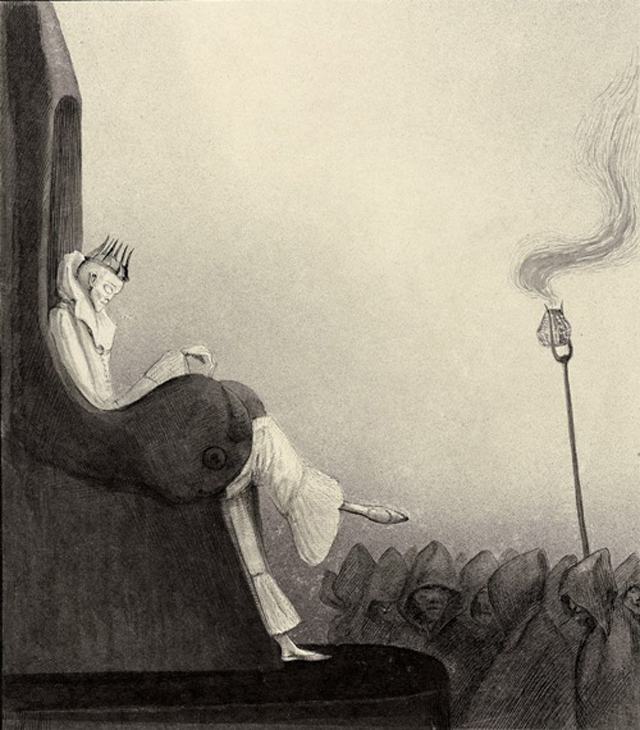
Альфред Кубин, The Last King, 1902
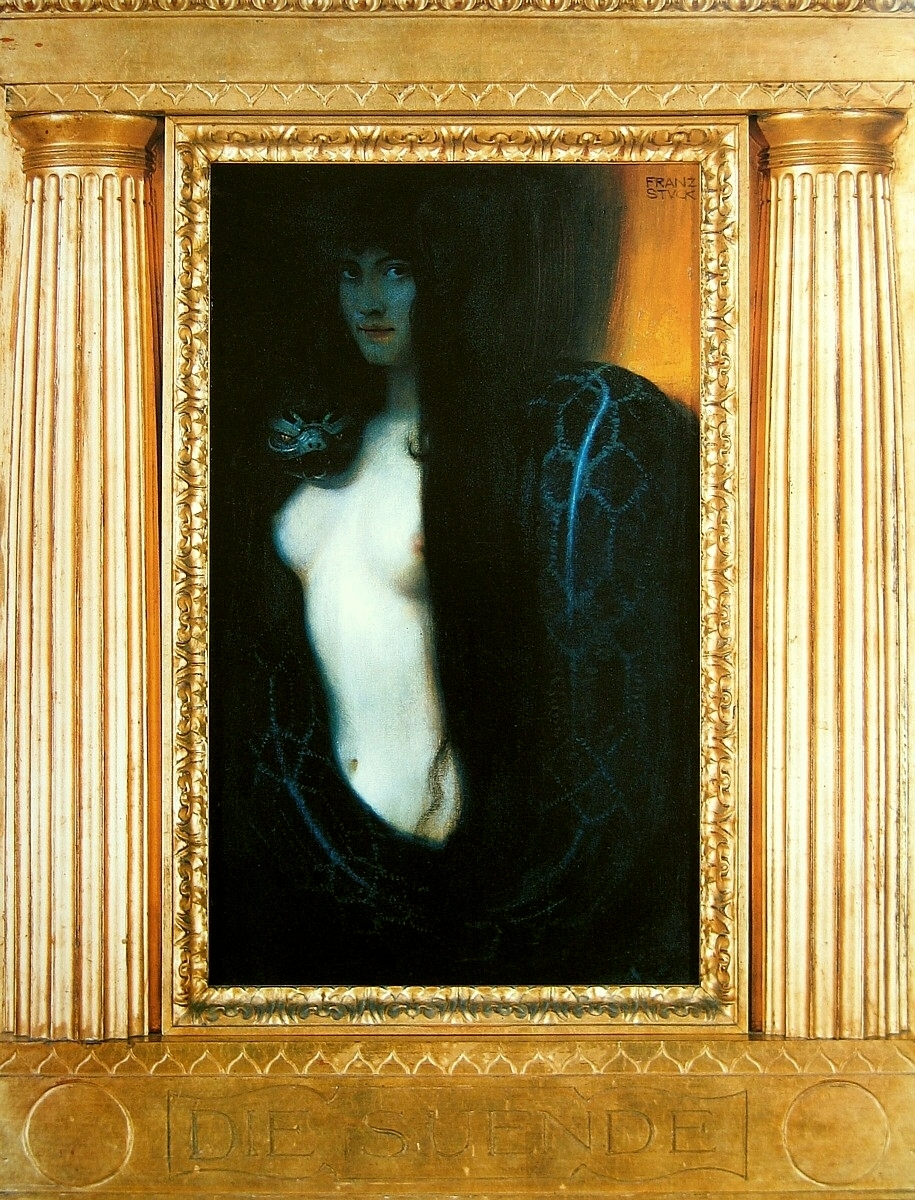
Франц фон Штук, Die Sünde, 1893
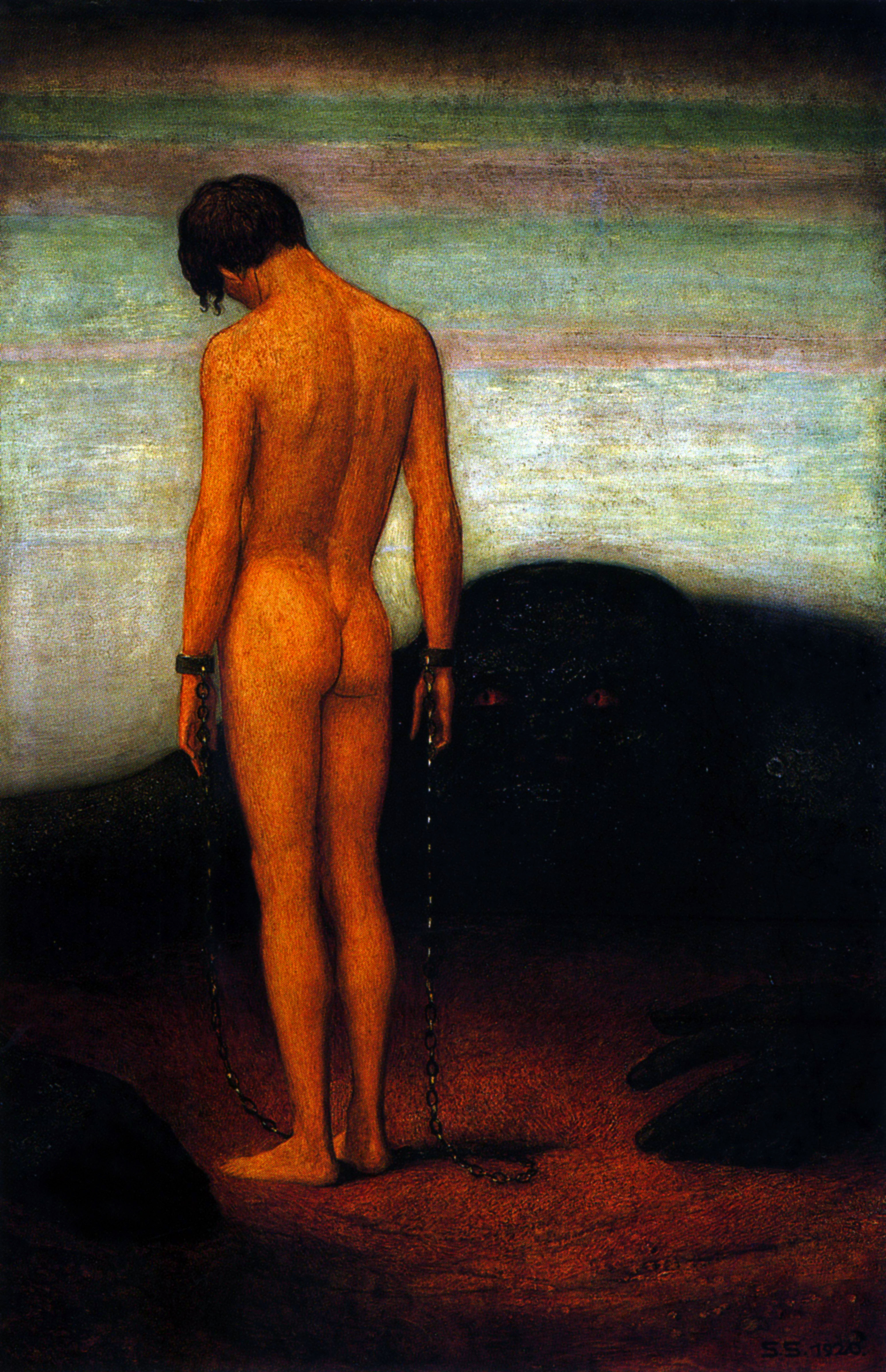
Шнайдер, The Feeling of Dependence, 1920
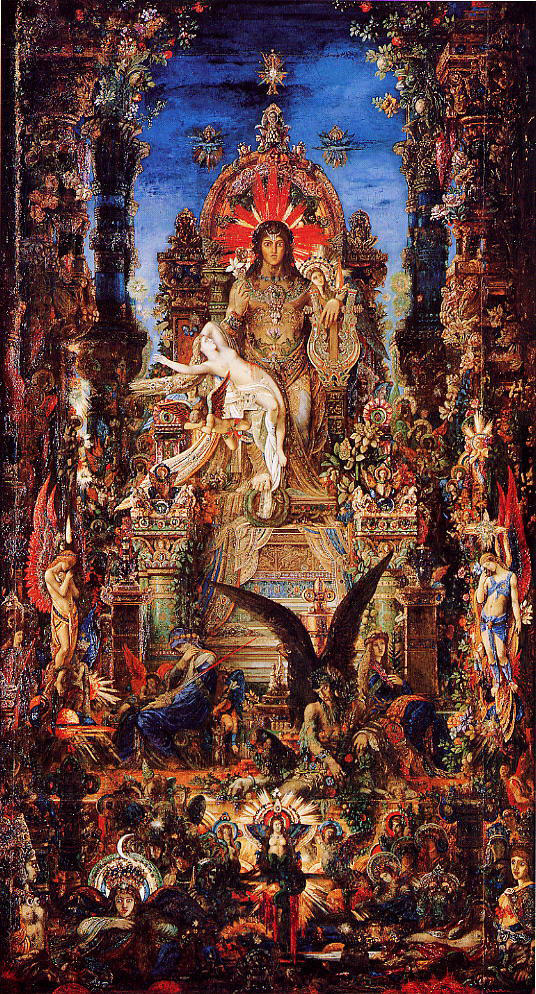
Гюстав Моро, Jupiter and Semele, 1894-85
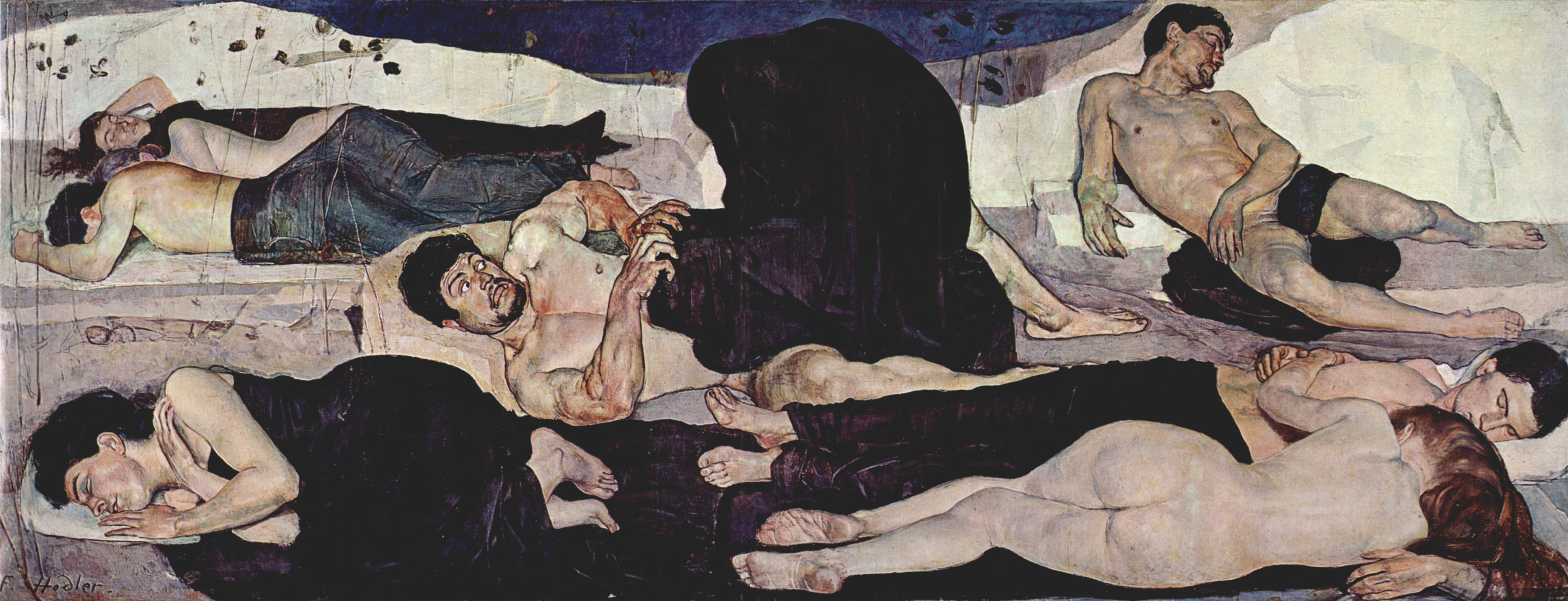
Фердинанд Ходлер, The Night, 1889-90
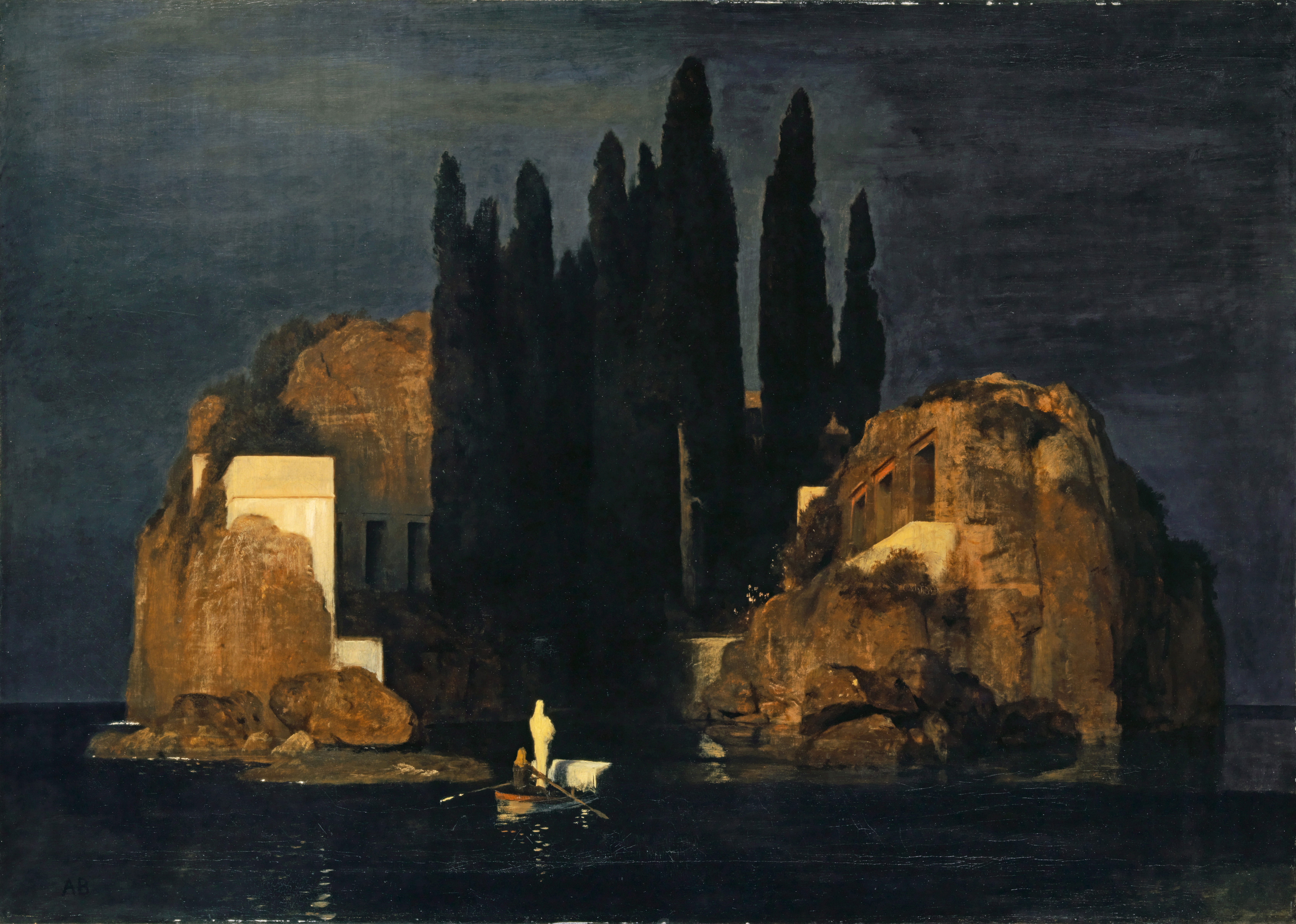
Арнольд Бёклин - Die Toteninsel I, 1880
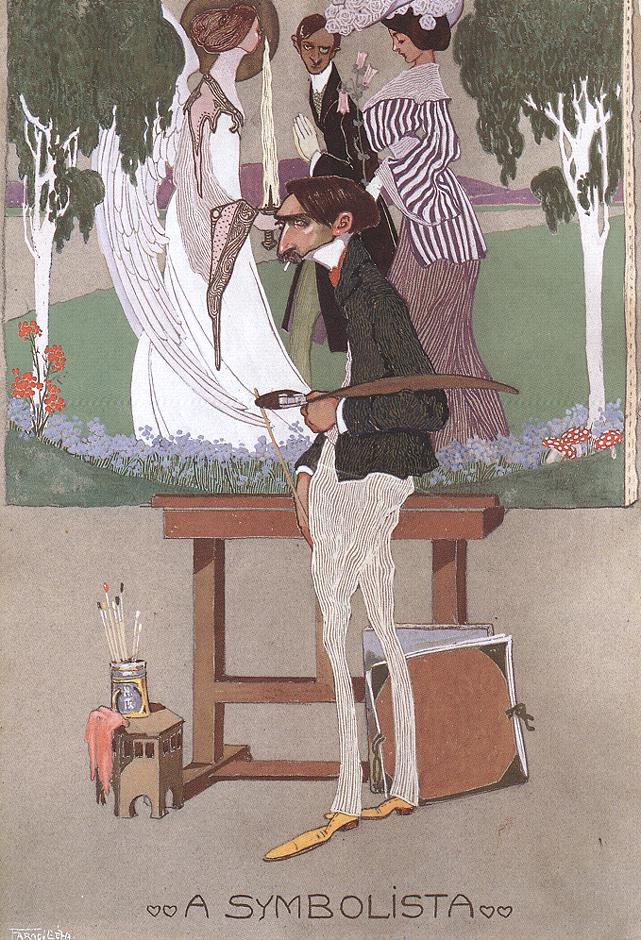
Геза Фараго, The Symbolist, 1908, сатирическое изображение в стиле модерн.
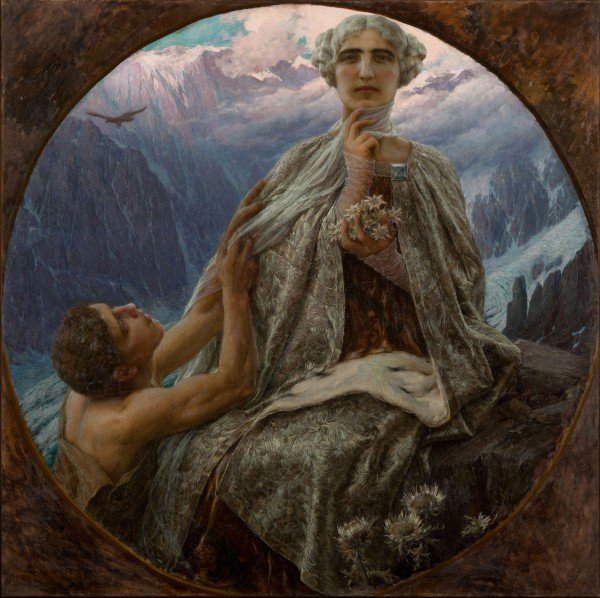
Чезаре Саккаджи - La Vetta (The Ice Queen), 1912.